# Ꚍ
Ꚍ (minuskule ꚍ) je již běžně nepoužívané písmeno cyrilice. V minulosti bylo používáno v abcházštině. Jedná se o variantu písmena Т.